# Tectona Grandis (Wageningen)
Tectona Grandis is de naam van sculpturen van de Nederlandse beeldhouwer Marinus Boezem. Ze omvatten schijven van graniet die boomschijven voorstellen. De naam komt van de teakboom, met als wetenschappelijke naam Tectona grandis, een boomsoort uit Zuidoost-Azië die hardhout levert.
Boezem leverde drie kunstwerken met die titel. Twee ervan bevinden zich in Wageningen, de derde is geplaatst op het Ecuplein in Amsterdam. 

## Tectona Grandis (beeld)
Het beeld Tectona Grandis in Wageningen is in 1993 geplaatst op de zesde editie van de beeldententoonstelling Beelden op de Berg in het Belmonte Arboretum op de Wageningse Berg. Het is in datzelfde jaar door de Wageningse Universiteit aangekocht en neergezet op het terrein De Dreijen. In 2016 is het verplaatst naar het westelijk deel van de nieuwe campus, bij de straat Stippeneng. Het omvat een stapel van tien granieten schijven met een totale hoogte van 150 cm. In de schijven is op de bovenkant bij de zijrand de naam van een boomsoort gegraveerd. De onderste schijf draagt de naam van het geheel, Tectona Grandis.

## Tectona Grandis (boomschijven)
Het werk Boomschijven in Wageningen is in 1999 geplaatst bij het gebouw van de Plantenziektenkundige Dienst. Het bestaat uit drie grote granieten schijven met een doorsnede van drie meter.